# Vương Á Bình
Vương Á Bình (tiếng Trung: 王亚平) (27 tháng 1, 1980), nữ nhà du hành vũ trụ người Trung Quốc. Sinh tại Yên Đài, Sơn Đông. Cô là một phi công quân sự và phi hành gia Trung Quốc. Cô là nữ phi hành gia thứ hai được CNS đặt tên, và là người phụ nữ Trung Quốc thứ hai trong vũ trụ.